# Serie A 1980-1981
La Serie A 1980-1981 è stata la 79ª edizione della massima serie del campionato italiano di calcio (la 49ª a girone unico), disputata tra il 14 settembre 1980 e il 24 maggio 1981 e conclusa con la vittoria della Juventus, al suo diciannovesimo titolo.
Capocannoniere del torneo è stato Roberto Pruzzo (Roma) con 18 reti.

## Stagione

### Novità

Il Bologna, tra le squadre penalizzate alla vigilia per gli strascichi del Totonero, nonostante l'handicap del −5 seppe condurre un positivo campionato chiuso al settimo posto.

La difficile stagione 1979-1980 aveva lasciato più di un segno sul calcio italiano: in quell'estate, lo scandalo legato al Totonero portò all'assenza dal massimo campionato di due scudettate come Lazio e Milan, nonché alla penalizzazione di tre squadre, Avellino, Bologna e Perugia, costrette a partire da quota −5, handicap che rese più dura e distorta la lotta per la salvezza.
Da questa stagione il regolamento permise la presenza in panchina di un massimo di cinque riserve (con quattro giocatori di movimento oltre al secondo portiere), con conseguente aumento delle sostituzioni disponibili a un massimo di due, indipendentemente dal ruolo. Un'ulteriore innovazione fu data dall'introduzione della classifica avulsa per dirimere i casi di arrivo a pari punti di almeno tre o più squadre, al posto del precedente criterio della differenza reti generale; solamente in caso di primato ex aequo di due squadre, invece, si sarebbe fatto ricorso a una gara di spareggio.

### Calciomercato

Da sinistra: il libero del Napoli, l'olandese Ruud Krol, e il regista della Roma, il brasiliano Paulo Roberto Falcão, tra i nuovi stranieri della Serie A dopo la riapertura delle frontiere.

Il progressivo impoverimento della qualità del gioco e del numero di gol portò alla cosiddetta riapertura delle frontiere, ovvero alla possibilità per ogni club di tornare a ingaggiare – dopo quindici anni – un giocatore non italiano. I campioni in carica dell'Inter, ancora nelle mani di Eugenio Bersellini, rinforzarono il loro centrocampo con l'austriaco Prohaska; anche la Juventus di Giovanni Trapattoni e la Roma di Nils Liedholm si concentrarono su questo reparto, mettendo sotto contratto rispettivamente l'irlandese Brady e il brasiliano Falcão, mentre il Napoli, affidato all'emergente Rino Marchesi, puntellò la propria difesa con l'olandese Krol.
Tra gli altri club, anche Fiorentina e Torino puntarono su nomi internazionali come, rispettivamente, l'argentino Bertoni e l'olandese van de Korput. Tra le provinciali, al contrario, cinque di esse (Ascoli, Brescia, Cagliari, Catanzaro e Como) scelsero di continuare con organici autarchici mentre altre si affidarono a scommesse che in alcuni casi si rivelarono vincenti, come il brasiliano Juary per l'Avellino, e in altri delle sonore delusioni; su tutti spiccò in negativo il brasiliano Luís Sílvio della neopromossa Pistoiese, rimasto da allora nell'immaginario collettivo del calcio italiano poiché diede inizio, suo malgrado, alla nutrita schiera di «bidoni» partoriti dalla Serie A del decennio.

### Avvenimenti

#### Girone di andata

La neopromossa Pistoiese, alla sua prima e fin qui unica apparizione nella massima serie a girone unico.

L'inizio del campionato, con le prime tre giornate fissate per le ultime domeniche di settembre, fu favorevole alla Roma che presto staccò gli inseguitori della prima ora, la nuova Fiorentina dei Pontello e i campioni uscenti dell'Inter, questi ultimi frattanto distratti dal loro buon percorso continentale. La Juventus ebbe un inizio incerto, culminato alla sesta giornata nella sconfitta in un infuocato derby segnato dalla contestata direzione arbitrale di Agnolin, e da cui la squadra di Trapattoni uscì con ben quattro squalificati; nel prosieguo del girone i bianconeri riuscirono comunque a riemergere, mentre il Napoli prese il posto dei viola ai vertici della classifica.
Il 1º febbraio 1981 i giallorossi chiusero davanti a tutti il girone di andata, in una graduatoria molto corta che li vide sopravanzare di un punto l'Inter, di due Juventus e Napoli, e di tre il Torino. Simili distacchi si ritrovarono nel resto della classifica, con appena quattro punti a ballare tra il sesto posto del Cagliari e il penultimo dell'Udinese, e col solo Perugia già staccato sul fondo; deluse al giro di boa anche la Fiorentina che, dopo il positivo avvio, incappò in una flessione che la fece scivolare nei bassifondi, situazione che aveva portato all'esonero di Paolo Carosi in favore di una scommessa assoluta quale l'esordiente Giancarlo De Sisti.

#### Girone di ritorno

Il Napoli tornò ai vertici chiudendo il campionato al terzo posto della classifica e cullando sogni-scudetto fino alla penultima giornata.

La tornata di ritorno segnò, in particolare nel mese di marzo, rilevanti cambiamenti al vertice: ciò anche a causa del calendario che, durante l'intero mese, vide in programma vari scontri incrociati. Nonostante le combinazioni di risultati, nessuna delle squadre presenti nel lotto di testa ne rimase esclusa. A cinque giornate dalla fine si era assestato un trio in cima alla graduatoria, a quota 35 punti: Juventus, Roma e un Napoli reinseritosi nella lotta-scudetto grazie a una serie di successi. Gli azzurri, in virtù di un calendario più agevole sulla carta, sembravano i favoriti, ma il 26 aprile pagarono cara l'inaspettata sconfitta casalinga contro il già retrocesso Perugia, che fece loro perdere contatto dalla vetta; nello stesso turno i capitolini vennero fermati sul pareggio ad Ascoli Piceno, di conseguenza restarono i bianconeri al primo posto solitario.

Roberto Pruzzo, centravanti della Roma seconda classificata, si laureò per la prima volta capocannoniere della Serie A con 18 gol.

Si arrivò quindi allo scontro diretto del 10 maggio al Comunale di Torino tra Juventus e Roma, terz'ultima giornata, coi padroni di casa avanti in classifica di una lunghezza sugli ospiti. L'avvicinamento alla sfida-scudetto avvenne in un clima incandescente, dettato soprattutto dal fatto che i bianconeri, già costretti a rinunciare a un titolare quale Tardelli, alla vigilia del match furono improvvisamente privati anche dell'apporto di Bettega, fermato dalla Disciplinare sino a fine campionato causa una lunga – e più che controversa – squalifica.
Veleni che deflagrarono la domenica in campo quando al 75', coi torinesi in dieci per l'espulsione del loro capitano Furino e il risultato inchiodato sullo 0-0, un gol del difensore romanista Turone venne annullato dall'arbitro Bergamo per un fuorigioco segnalato dall'assistente di linea: le immagini televisive mai chiarirono, in maniera definitiva, se la posizione del giocatore fosse o meno regolare; negli anni seguenti continuarono a susseguirsi pareri contrastanti, fra proiezioni con le nuove tecnologie e accuse di manipolazione della moviola. La gara si chiuse a reti inviolate, ma da lì in avanti il cosiddetto «gol di Turone» rimase un argomento caldo e mai sopito del calcio tricolore per i decenni a venire, e che nell'immediato rinfocolò bruscamente l'allora sopita rivalità tra bianconeri e giallorossi, per un dualismo che da qui in avanti sarebbe divenuto una classica del campionato italiano.
Il contemporaneo successo del Napoli a Como ravvivò i sogni tricolori degli uomini di Marchesi e, nell'immediato, rilanciò l'ipotesi di un suggestivo spareggio-scudetto a tre; tuttavia appena la domenica seguente, al San Paolo, la Juventus vinse anche l'altro scontro diretto sul suo cammino, estromise definitivamente i partenopei e pose de facto le mani sul titolo. Per la certezza matematica si dovette attendere l'ultimo turno del 24 maggio: mentre la Roma pareggiava ad Avellino, a Torino i bianconeri superarono la Fiorentina e si laurearono campioni d'Italia per la diciannovesima volta nella loro storia. Alle due inseguitrici non rimase che la consolazione della raggiunta qualificazione alla Coppa UEFA; tuttavia al Napoli non si unirono i capitolini del capocannoniere Pruzzo, bensì l'Inter, quarta classificata, dal momento che la stessa Roma, vittoriosa in Coppa Italia, venne dirottata alla Coppa delle Coppe.

Da sinistra: Giampiero Boniperti, Giovanni Trapattoni e Dino Zoff, rispettivamente presidente, allenatore e portiere juventini, durante una puntata della Domenica Sportiva celebrativa dello scudetto bianconero.

In zona retrocessione riuscirono ad annullare le rispettive penalizzazioni il Bologna, coi felsinei di Gigi Radice che conclusero peraltro settimi in classifica, e l'Avellino, che nel corso della stagione seppe altresì superare il dramma del terremoto irpino; mancò invece l'obiettivo il Perugia che, appena due anni dopo lo storico secondo posto, rimase per tutto il campionato lontano da ogni speranza di salvezza.
Nell'ultima giornata si determinò la retrocessione, a causa della classifica avulsa, del Brescia che aveva terminato a pari punti coi già citati irpini, l'Ascoli, l'Udinese – salva in extremis grazie a una rete di Gerolin giunta a soli due minuti dalla fine del campionato – e il Como. A comportare questo esito non furono tuttavia le risultanze del campo bensì il coinvolgimento amministrativo dell'Avellino nei calcoli avulsi: i bresciani, che furono gli unici a perdere entrambe le sfide con gli irpini, ne furono danneggiati in modo decisivo, risultando così nei fatti penalizzati dall'onda lunga del Totonero, scandalo in cui non erano stati coinvolti.
Cadde infine con largo anticipo, nonostante una partenza promettente, la matricola Pistoiese, al debutto in Serie A dopo l'effimera partecipazione alla Divisione Nazionale a gironi di oltre mezzo secolo prima.

## Squadre partecipanti
| Club       | Stagione | Città         | Stadio                       | Stagione precedente           |
| ---------- | -------- | ------------- | ---------------------------- | ----------------------------- |
| Ascoli     | dettagli | Ascoli Piceno | Stadio Cino e Lillo Del Duca | 4º posto in Serie A           |
| Avellino   | dettagli | Avellino      | Stadio Partenio              | 11º posto in Serie A          |
| Bologna    | dettagli | Bologna       | Stadio Comunale              | 7º posto in Serie A           |
| Brescia    | dettagli | Brescia       | Stadio Mario Rigamonti       | 3º posto in Serie B, promosso |
| Cagliari   | dettagli | Cagliari      | Stadio Sant'Elia             | 7º posto in Serie A           |
| Catanzaro  | dettagli | Catanzaro     | Stadio Comunale              | 12º posto in Serie A          |
| Como       | dettagli | Como          | Stadio Giuseppe Sinigaglia   | 1º posto in Serie B, promosso |
| Fiorentina | dettagli | Firenze       | Stadio Comunale              | 5º posto in Serie A           |
| Inter      | dettagli | Milano        | Stadio Giuseppe Meazza       | 1º posto in Serie A           |
| Juventus   | dettagli | Torino        | Stadio Comunale di Torino    | 2º posto in Serie A           |
| Napoli     | dettagli | Napoli        | Stadio San Paolo             | 10º posto in Serie A          |
| Perugia    | dettagli | Perugia       | Stadio Renato Curi           | 7º posto in Serie A           |
| Pistoiese  | dettagli | Pistoia       | Stadio Comunale di Pistoia   | 2º posto in Serie B, promossa |
| Roma       | dettagli | Roma          | Stadio Olimpico              | 6º posto in Serie A           |
| Torino     | dettagli | Torino        | Stadio Comunale di Torino    | 3º posto in Serie A           |
| Udinese    | dettagli | Udine         | Stadio Friuli                | 13º posto in Serie A          |

## Allenatori e primatisti
| Squadra    | Allenatore                                                                               | Calciatore più presente                                                            | Cannoniere                |
| ---------- | ---------------------------------------------------------------------------------------- | ---------------------------------------------------------------------------------- | ------------------------- |
| Ascoli     | Giovan Battista Fabbri (1ª-12ª) Carlo Mazzone (13ª-30ª)                                  | Gianfranco Bellotto, Adelio Moro, Eugenio Perico, Fortunato Torrisi (30)           | Alessandro Scanziani (5)  |
| Avellino   | Luís Vinício                                                                             | Stefano Tacconi (30)                                                               | Beniamino Vignola (6)     |
| Bologna    | Luigi Radice                                                                             | Klaus Bachlechner, Franco Colomba, Danilo Pileggi (30)                             | Giuliano Fiorini (7)      |
| Brescia    | Alfredo Magni                                                                            | Dino Galparoli, Astutillo Malgioglio, Maurizio Venturi (30)                        | Domenico Penzo (4)        |
| Cagliari   | Mario Tiddia                                                                             | Claudio Azzali, Roberto Corti, Oreste Lamagni (30)                                 | Franco Selvaggi (8)       |
| Catanzaro  | Tarcisio Burgnich                                                                        | Giorgio Boscolo, Giuseppe Sabadini (30)                                            | Massimo Palanca (13)      |
| Como       | Giuseppe Marchioro                                                                       | Giancarlo Centi, Silvano Fontolan, Massimo Mancini, Pietro Vierchowod (30)         | Marco Nicoletti (6)       |
| Fiorentina | Paolo Carosi (1ª-14ª) Giancarlo De Sisti (15ª-30ª)                                       | Giovanni Galli (30)                                                                | Giancarlo Antognoni (9)   |
| Inter      | Eugenio Bersellini                                                                       | Ivano Bordon (30)                                                                  | Alessandro Altobelli (12) |
| Juventus   | Giovanni Trapattoni                                                                      | Dino Zoff (30)                                                                     | Liam Brady (8)            |
| Napoli     | Rino Marchesi                                                                            | Giuseppe Bruscolotti, Luciano Castellini, Gaetano Musella, Claudio Pellegrini (30) | Claudio Pellegrini (11)   |
| Perugia    | Renzo Ulivieri (1ª-16ª) Giampiero Molinari (17ª-30ª)                                     | Salvatore Bagni, Pierluigi Frosio (29)                                             | Salvatore Bagni (5)       |
| Pistoiese  | Lido Vieri (1ª-6ª) Lido Vieri ed Edmondo Fabbri (D.T.) (7ª-30ª)                          | Poerio Mascella (30)                                                               | Vito Chimenti (9)         |
| Roma       | Nils Liedholm                                                                            | Agostino Di Bartolomei, Franco Tancredi (30)                                       | Roberto Pruzzo (18)       |
| Torino     | Ercole Rabitti (1ª-19ª) Romano Cazzaniga (20ª-30ª)                                       | Giuliano Terraneo (30)                                                             | Francesco Graziani (11)   |
| Udinese    | Marino Perani (1ª-3ª) Enzo Ferrari (4ª) Gustavo Giagnoni (5ª-16ª) Enzo Ferrari (17ª-30ª) | Fulvio Fellet (29)                                                                 | Nicola Zanone (8)         |

## Classifica finale
|         | Pos. | Squadra       | Pt | G  | V  | N  | P  | GF | GS | DR  |
| ------- | ---- | ------------- | -- | -- | -- | -- | -- | -- | -- | --- |
|         | 1.   | Juventus      | 44 | 30 | 17 | 10 | 3  | 46 | 15 | +31 |
| [ N 3 ] | 2.   | Roma          | 42 | 30 | 14 | 14 | 2  | 43 | 20 | +23 |
|         | 3.   | Napoli        | 38 | 30 | 14 | 10 | 6  | 31 | 21 | +10 |
|         | 4.   | Inter         | 36 | 30 | 14 | 8  | 8  | 41 | 24 | +17 |
|         | 5.   | Fiorentina    | 32 | 30 | 9  | 14 | 7  | 28 | 25 | +3  |
|         | 6.   | Cagliari      | 30 | 30 | 8  | 14 | 8  | 29 | 30 | -1  |
|         | 7.   | Bologna (-5)  | 29 | 30 | 11 | 12 | 7  | 32 | 27 | +5  |
|         | 8.   | Catanzaro     | 29 | 30 | 6  | 17 | 7  | 24 | 27 | -3  |
|         | 9.   | Torino        | 26 | 30 | 8  | 10 | 12 | 26 | 29 | -3  |
|         | 10.  | Avellino (-5) | 25 | 30 | 10 | 10 | 10 | 36 | 33 | +3  |
|         | 11.  | Ascoli        | 25 | 30 | 7  | 11 | 12 | 18 | 34 | -16 |
|         | 12.  | Udinese       | 25 | 30 | 6  | 13 | 11 | 24 | 39 | -15 |
|         | 13.  | Como          | 25 | 30 | 8  | 9  | 13 | 25 | 33 | -8  |
|         | 14.  | Brescia       | 25 | 30 | 4  | 17 | 9  | 19 | 25 | -6  |
|         | 15.  | Perugia (-5)  | 18 | 30 | 5  | 13 | 12 | 18 | 31 | -13 |
|         | 16.  | Pistoiese     | 16 | 30 | 6  | 4  | 20 | 19 | 46 | -27 |

Legenda:
      Campione d'Italia e qualificata in Coppa dei Campioni 1981-1982.
      Qualificato in Coppa delle Coppe 1981-1982.
      Qualificato in Coppa UEFA 1981-1982.
      Retrocessi in Serie B 1981-1982.
Regolamento:
Due punti a vittoria, uno a pareggio, zero a sconfitta.
A parità di punti valeva la classifica avulsa, eccetto per l'assegnazione dello scudetto, dove era previsto uno spareggio.
Note:
Il Bologna, l'Avellino e il Perugia hanno scontato 5 punti di penalizzazione a causa delle sentenze riguardanti lo scandalo del Totonero.

### Squadra campione
| Formazione tipo | Giocatori (presenze)      |
| --- | ------------------------- |
| Zoff Scirea Cuccureddu Cabrini Gentile Furino Tardelli Brady Causio Bettega Fanna                                                                                    | Dino Zoff (30)            |
| Zoff Scirea Cuccureddu Cabrini Gentile Furino Tardelli Brady Causio Bettega Fanna                                                                                    | Antonello Cuccureddu (29) |
| Zoff Scirea Cuccureddu Cabrini Gentile Furino Tardelli Brady Causio Bettega Fanna                                                                                    | Antonio Cabrini (28)      |
| Zoff Scirea Cuccureddu Cabrini Gentile Furino Tardelli Brady Causio Bettega Fanna                                                                                    | Giuseppe Furino (24)      |
| Zoff Scirea Cuccureddu Cabrini Gentile Furino Tardelli Brady Causio Bettega Fanna                                                                                    | Claudio Gentile (27)      |
| Zoff Scirea Cuccureddu Cabrini Gentile Furino Tardelli Brady Causio Bettega Fanna                                                                                    | Gaetano Scirea (29)       |
| Zoff Scirea Cuccureddu Cabrini Gentile Furino Tardelli Brady Causio Bettega Fanna                                                                                    | Franco Causio (25)        |
| Zoff Scirea Cuccureddu Cabrini Gentile Furino Tardelli Brady Causio Bettega Fanna                                                                                    | Marco Tardelli (28)       |
| Zoff Scirea Cuccureddu Cabrini Gentile Furino Tardelli Brady Causio Bettega Fanna                                                                                    | Roberto Bettega (25)      |
| Zoff Scirea Cuccureddu Cabrini Gentile Furino Tardelli Brady Causio Bettega Fanna                                                                                    | Liam Brady (28)           |
| Zoff Scirea Cuccureddu Cabrini Gentile Furino Tardelli Brady Causio Bettega Fanna                                                                                    | Pietro Fanna (29)         |
| Altri giocatori: Domenico Marocchino (24), Cesare Prandelli (20), Vinicio Verza (14), Carlo Osti (6), Sergio Brio (4), Giuseppe Galderisi (1), Massimo Storgato (3). |                           |

## Risultati

### Tabellone
|            | Asc  | Ave  | Bol  | Bre  | Cag  | Cat  | Com  | Fio  | Int  | Juv  | Nap  | Per  | Pis  | Rom  | Tor  | Udi  |
| ---------- | ---- | ---- | ---- | ---- | ---- | ---- | ---- | ---- | ---- | ---- | ---- | ---- | ---- | ---- | ---- | ---- |
| Ascoli     | –––– | 1-1  | 1-1  | 0-0  | 0-0  | 1-2  | 2-1  | 1-0  | 0-1  | 0-0  | 3-2  | 0-3  | 0-0  | 0-0  | 0-0  | 1-0  |
| Avellino   | 4-2  | –––– | 2-0  | 1-0  | 2-1  | 1-0  | 2-1  | 2-3  | 1-3  | 1-1  | 0-0  | 2-1  | 3-0  | 1-1  | 3-0  | 0-0  |
| Bologna    | 1-0  | 0-0  | –––– | 0-1  | 2-1  | 0-0  | 1-1  | 2-1  | 2-1  | 1-5  | 1-1  | 4-0  | 2-0  | 1-1  | 1-0  | 1-0  |
| Brescia    | 0-1  | 1-2  | 0-0  | –––– | 1-0  | 1-1  | 1-0  | 0-0  | 0-0  | 1-1  | 1-2  | 1-1  | 2-2  | 1-2  | 1-1  | 1-1  |
| Cagliari   | 2-0  | 1-0  | 0-0  | 1-2  | –––– | 2-1  | 1-1  | 0-0  | 1-1  | 1-1  | 0-0  | 2-1  | 2-0  | 1-0  | 1-1  | 1-1  |
| Catanzaro  | 2-0  | 1-1  | 2-2  | 0-0  | 0-0  | –––– | 2-0  | 2-2  | 0-0  | 0-0  | 0-0  | 0-1  | 1-3  | 1-1  | 1-0  | 2-1  |
| Como       | 0-0  | 2-0  | 2-1  | 2-2  | 3-1  | 0-0  | –––– | 2-1  | 1-0  | 1-2  | 0-1  | 1-0  | 1-0  | 0-1  | 0-2  | 2-0  |
| Fiorentina | 2-1  | 2-1  | 2-1  | 1-0  | 0-0  | 1-1  | 1-1  | –––– | 0-0  | 0-1  | 0-1  | 1-0  | 1-2  | 1-1  | 2-0  | 1-1  |
| Inter      | 1-2  | 0-0  | 1-0  | 0-0  | 4-1  | 2-2  | 2-1  | 1-2  | –––– | 1-0  | 3-0  | 3-1  | 2-0  | 2-4  | 1-1  | 2-0  |
| Juventus   | 3-0  | 1-0  | 0-1  | 2-0  | 1-1  | 3-0  | 2-0  | 1-0  | 2-1  | –––– | 1-1  | 2-1  | 4-1  | 0-0  | 1-2  | 4-0  |
| Napoli     | 1-0  | 1-0  | 2-1  | 1-1  | 2-0  | 1-1  | 2-0  | 1-1  | 1-0  | 0-1  | –––– | 0-1  | 1-0  | 4-0  | 1-3  | 1-0  |
| Perugia    | 0-0  | 0-0  | 0-0  | 0-0  | 1-1  | 0-0  | 0-0  | 0-0  | 0-2  | 0-0  | 0-0  | –––– | 3-0  | 1-1  | 1-0  | 1-2  |
| Pistoiese  | 0-1  | 2-1  | 0-2  | 1-0  | 1-3  | 0-1  | 2-0  | 0-1  | 1-2  | 1-3  | 0-1  | 1-0  | –––– | 0-4  | 1-1  | 1-1  |
| Roma       | 4-1  | 1-1  | 1-1  | 1-0  | 1-0  | 0-0  | 1-1  | 1-1  | 1-0  | 0-0  | 1-1  | 5-0  | 1-0  | –––– | 2-0  | 3-1  |
| Torino     | 3-0  | 2-0  | 1-2  | 1-1  | 1-2  | 2-0  | 1-1  | 1-1  | 0-1  | 0-2  | 0-1  | 2-0  | 1-0  | 0-2  | –––– | 0-0  |
| Udinese    | 0-0  | 5-4  | 1-1  | 0-0  | 2-2  | 2-1  | 2-0  | 0-0  | 0-4  | 0-2  | 2-1  | 1-1  | 1-0  | 0-2  | 0-0  | –––– |

### Calendario
Il sorteggio del calendario di Serie A e di Serie B avvenne il 4 agosto 1980 presso il Centro Elettronico del CONI di Roma.
| andata (1ª) | andata (1ª) | 1ª giornata        | ritorno (16ª) | ritorno (16ª) |
|             |             |                    |               |               |
| 14 set.     | 1-0         | Bologna-Ascoli     | 1-1           | 8 feb.        |
| 14 set.     | 1-2         | Brescia-Avellino   | 0-1           | 8 feb.        |
| 14 set.     | 1-1         | Cagliari-Juventus  | 1-1           | 8 feb.        |
| 14 set.     | 0-1         | Como-Roma          | 1-1           | 8 feb.        |
| 14 set.     | 1-0         | Fiorentina-Perugia | 0-0           | 8 feb.        |
| 14 set.     | 1-1         | Napoli-Catanzaro   | 0-0           | 8 feb.        |
| 14 set.     | 1-0         | Torino-Pistoiese   | 1-1           | 8 feb.        |
| 14 set.     | 0-4         | Udinese-Inter      | 0-2           | 8 feb.        |

| andata (2ª) | andata (2ª) | 2ª giornata         | ritorno (17ª) | ritorno (17ª) |
|             |             |                     |               |               |
| 21 set.     | 3-2         | Ascoli-Napoli       | 0-1           | 15 feb.       |
| 21 set.     | 2-3         | Avellino-Fiorentina | 1-2           | 15 feb.       |
| 21 set.     | 1-0         | Catanzaro-Torino    | 0-2           | 15 feb.       |
| 21 set.     | 4-1         | Inter-Cagliari      | 1-1           | 15 feb.       |
| 21 set.     | 2-0         | Juventus-Como       | 2-1           | 15 feb.       |
| 21 set.     | 0-0         | Perugia-Bologna     | 0-4           | 15 feb.       |
| 21 set.     | 1-1         | Pistoiese-Udinese   | 0-1           | 15 feb.       |
| 21 set.     | 1-0         | Roma-Brescia        | 2-1           | 15 feb.       |

| andata (1ª) | andata (1ª) | 1ª giornata        | ritorno (16ª) | ritorno (16ª) |
|             |             |                    |               |               |
| 14 set.     | 1-0         | Bologna-Ascoli     | 1-1           | 8 feb.        |
| 14 set.     | 1-2         | Brescia-Avellino   | 0-1           | 8 feb.        |
| 14 set.     | 1-1         | Cagliari-Juventus  | 1-1           | 8 feb.        |
| 14 set.     | 0-1         | Como-Roma          | 1-1           | 8 feb.        |
| 14 set.     | 1-0         | Fiorentina-Perugia | 0-0           | 8 feb.        |
| 14 set.     | 1-1         | Napoli-Catanzaro   | 0-0           | 8 feb.        |
| 14 set.     | 1-0         | Torino-Pistoiese   | 1-1           | 8 feb.        |
| 14 set.     | 0-4         | Udinese-Inter      | 0-2           | 8 feb.        |

| andata (2ª) | andata (2ª) | 2ª giornata         | ritorno (17ª) | ritorno (17ª) |
|             |             |                     |               |               |
| 21 set.     | 3-2         | Ascoli-Napoli       | 0-1           | 15 feb.       |
| 21 set.     | 2-3         | Avellino-Fiorentina | 1-2           | 15 feb.       |
| 21 set.     | 1-0         | Catanzaro-Torino    | 0-2           | 15 feb.       |
| 21 set.     | 4-1         | Inter-Cagliari      | 1-1           | 15 feb.       |
| 21 set.     | 2-0         | Juventus-Como       | 2-1           | 15 feb.       |
| 21 set.     | 0-0         | Perugia-Bologna     | 0-4           | 15 feb.       |
| 21 set.     | 1-1         | Pistoiese-Udinese   | 0-1           | 15 feb.       |
| 21 set.     | 1-0         | Roma-Brescia        | 2-1           | 15 feb.       |

| andata (3ª) | andata (3ª) | 3ª giornata          | ritorno (18ª) | ritorno (18ª) |
|             |             |                      |               |               |
| 28 set.     | 1-1         | Bologna-Roma         | 1-1           | 22 feb.       |
| 28 set.     | 1-1         | Brescia-Juventus     | 0-2           | 22 feb.       |
| 28 set.     | 2-0         | Cagliari-Ascoli      | 0-0           | 22 feb.       |
| 28 set.     | 1-0         | Como-Inter           | 1-2           | 22 feb.       |
| 28 set.     | 1-1         | Fiorentina-Catanzaro | 2-2           | 22 feb.       |
| 28 set.     | 1-0         | Napoli-Pistoiese     | 1-0           | 22 feb.       |
| 28 set.     | 2-0         | Torino-Avellino      | 0-3           | 22 feb.       |
| 28 set.     | 1-1         | Udinese-Perugia      | 2-1           | 22 feb.       |

| andata (4ª) | andata (4ª) | 4ª giornata        | ritorno (19ª) | ritorno (19ª) |
|             |             |                    |               |               |
| 5 ott.      | 0-3         | Ascoli-Perugia     | 0-0           | 1º mar.       |
| 5 ott.      | 2-1         | Avellino-Cagliari  | 0-1           | 1º mar.       |
| 5 ott.      | 2-0         | Catanzaro-Como     | 0-0           | 1º mar.       |
| 5 ott.      | 3-0         | Inter-Napoli       | 0-1           | 1º mar.       |
| 5 ott.      | 0-1         | Juventus-Bologna   | 5-1           | 1º mar.       |
| 5 ott.      | 1-0         | Pistoiese-Brescia  | 2-2           | 1º mar.       |
| 5 ott.      | 2-0         | Roma-Torino        | 2-0           | 1º mar.       |
| 5 ott.      | 0-0         | Udinese-Fiorentina | 1-1           | 1º mar.       |

| andata (3ª) | andata (3ª) | 3ª giornata          | ritorno (18ª) | ritorno (18ª) |
|             |             |                      |               |               |
| 28 set.     | 1-1         | Bologna-Roma         | 1-1           | 22 feb.       |
| 28 set.     | 1-1         | Brescia-Juventus     | 0-2           | 22 feb.       |
| 28 set.     | 2-0         | Cagliari-Ascoli      | 0-0           | 22 feb.       |
| 28 set.     | 1-0         | Como-Inter           | 1-2           | 22 feb.       |
| 28 set.     | 1-1         | Fiorentina-Catanzaro | 2-2           | 22 feb.       |
| 28 set.     | 1-0         | Napoli-Pistoiese     | 1-0           | 22 feb.       |
| 28 set.     | 2-0         | Torino-Avellino      | 0-3           | 22 feb.       |
| 28 set.     | 1-1         | Udinese-Perugia      | 2-1           | 22 feb.       |

| andata (4ª) | andata (4ª) | 4ª giornata        | ritorno (19ª) | ritorno (19ª) |
|             |             |                    |               |               |
| 5 ott.      | 0-3         | Ascoli-Perugia     | 0-0           | 1º mar.       |
| 5 ott.      | 2-1         | Avellino-Cagliari  | 0-1           | 1º mar.       |
| 5 ott.      | 2-0         | Catanzaro-Como     | 0-0           | 1º mar.       |
| 5 ott.      | 3-0         | Inter-Napoli       | 0-1           | 1º mar.       |
| 5 ott.      | 0-1         | Juventus-Bologna   | 5-1           | 1º mar.       |
| 5 ott.      | 1-0         | Pistoiese-Brescia  | 2-2           | 1º mar.       |
| 5 ott.      | 2-0         | Roma-Torino        | 2-0           | 1º mar.       |
| 5 ott.      | 0-0         | Udinese-Fiorentina | 1-1           | 1º mar.       |

| andata (5ª) | andata (5ª) | 5ª giornata       | ritorno (20ª) | ritorno (20ª) |
|             |             |                   |               |               |
| 19 ott.     | 0-0         | Ascoli-Juventus   | 0-3           | 8 mar.        |
| 19 ott.     | 2-0         | Bologna-Pistoiese | 2-0           | 8 mar.        |
| 19 ott.     | 1-1         | Brescia-Catanzaro | 0-0           | 8 mar.        |
| 19 ott.     | 2-0         | Como-Udinese      | 0-2           | 8 mar.        |
| 19 ott.     | 0-0         | Fiorentina-Inter  | 2-1           | 8 mar.        |
| 19 ott.     | 4-0         | Napoli-Roma       | 1-1           | 8 mar.        |
| 19 ott.     | 0-0         | Perugia-Avellino  | 1-2           | 8 mar.        |
| 19 ott.     | 1-2         | Torino-Cagliari   | 1-1           | 8 mar.        |

| andata (6ª) | andata (6ª) | 6ª giornata        | ritorno (21ª) | ritorno (21ª) |
|             |             |                    |               |               |
| 26 ott.     | 2-1         | Avellino-Como      | 0-2           | 15 mar.       |
| 26 ott.     | 0-0         | Brescia-Fiorentina | 0-1           | 15 mar.       |
| 26 ott.     | 0-0         | Cagliari-Napoli    | 0-2           | 15 mar.       |
| 26 ott.     | 0-1         | Catanzaro-Perugia  | 0-0           | 15 mar.       |
| 26 ott.     | 2-4         | Inter-Roma         | 0-1           | 15 mar.       |
| 26 ott.     | 1-2         | Juventus-Torino    | 2-0           | 15 mar.       |
| 26 ott.     | 0-1         | Pistoiese-Ascoli   | 0-0           | 15 mar.       |
| 26 ott.     | 1-1         | Udinese-Bologna    | 0-1           | 15 mar.       |

| andata (5ª) | andata (5ª) | 5ª giornata       | ritorno (20ª) | ritorno (20ª) |
|             |             |                   |               |               |
| 19 ott.     | 0-0         | Ascoli-Juventus   | 0-3           | 8 mar.        |
| 19 ott.     | 2-0         | Bologna-Pistoiese | 2-0           | 8 mar.        |
| 19 ott.     | 1-1         | Brescia-Catanzaro | 0-0           | 8 mar.        |
| 19 ott.     | 2-0         | Como-Udinese      | 0-2           | 8 mar.        |
| 19 ott.     | 0-0         | Fiorentina-Inter  | 2-1           | 8 mar.        |
| 19 ott.     | 4-0         | Napoli-Roma       | 1-1           | 8 mar.        |
| 19 ott.     | 0-0         | Perugia-Avellino  | 1-2           | 8 mar.        |
| 19 ott.     | 1-2         | Torino-Cagliari   | 1-1           | 8 mar.        |

| andata (6ª) | andata (6ª) | 6ª giornata        | ritorno (21ª) | ritorno (21ª) |
|             |             |                    |               |               |
| 26 ott.     | 2-1         | Avellino-Como      | 0-2           | 15 mar.       |
| 26 ott.     | 0-0         | Brescia-Fiorentina | 0-1           | 15 mar.       |
| 26 ott.     | 0-0         | Cagliari-Napoli    | 0-2           | 15 mar.       |
| 26 ott.     | 0-1         | Catanzaro-Perugia  | 0-0           | 15 mar.       |
| 26 ott.     | 2-4         | Inter-Roma         | 0-1           | 15 mar.       |
| 26 ott.     | 1-2         | Juventus-Torino    | 2-0           | 15 mar.       |
| 26 ott.     | 0-1         | Pistoiese-Ascoli   | 0-0           | 15 mar.       |
| 26 ott.     | 1-1         | Udinese-Bologna    | 0-1           | 15 mar.       |

| andata (7ª) | andata (7ª) | 7ª giornata         | ritorno (22ª) | ritorno (22ª) |
|             |             |                     |               |               |
| 9 nov.      | 1-0         | Ascoli-Udinese      | 0-0           | 22 mar.       |
| 9 nov.      | 0-1         | Bologna-Brescia     | 0-0           | 22 mar.       |
| 9 nov.      | 0-0         | Fiorentina-Cagliari | 0-0           | 22 mar.       |
| 9 nov.      | 2-0         | Inter-Pistoiese     | 2-1           | 22 mar.       |
| 9 nov.      | 1-0         | Napoli-Avellino     | 0-0           | 22 mar.       |
| 9 nov.      | 0-0         | Perugia-Juventus    | 1-2           | 22 mar.       |
| 9 nov.      | 0-0         | Roma-Catanzaro      | 1-1           | 22 mar.       |
| 9 nov.      | 1-1         | Torino-Como         | 2-0           | 22 mar.       |

| andata (8ª) | andata (8ª) | 8ª giornata       | ritorno (23ª) | ritorno (23ª) |
|             |             |                   |               |               |
| 23 nov.     | 4-2         | Avellino-Ascoli   | 1-1           | 29 mar.       |
| 23 nov.     | 1-1         | Bologna-Napoli    | 1-2           | 29 mar.       |
| 23 nov.     | 1-1         | Brescia-Torino    | 1-1           | 29 mar.       |
| 23 nov.     | 1-0         | Cagliari-Roma     | 0-1           | 29 mar.       |
| 23 nov.     | 2-1         | Como-Fiorentina   | 1-1           | 29 mar.       |
| 23 nov.     | 2-1         | Juventus-Inter    | 0-1           | 29 mar.       |
| 23 nov.     | 1-0         | Pistoiese-Perugia | 0-3           | 29 mar.       |
| 23 nov.     | 2-1         | Udinese-Catanzaro | 1-2           | 29 mar.       |

| andata (7ª) | andata (7ª) | 7ª giornata         | ritorno (22ª) | ritorno (22ª) |
|             |             |                     |               |               |
| 9 nov.      | 1-0         | Ascoli-Udinese      | 0-0           | 22 mar.       |
| 9 nov.      | 0-1         | Bologna-Brescia     | 0-0           | 22 mar.       |
| 9 nov.      | 0-0         | Fiorentina-Cagliari | 0-0           | 22 mar.       |
| 9 nov.      | 2-0         | Inter-Pistoiese     | 2-1           | 22 mar.       |
| 9 nov.      | 1-0         | Napoli-Avellino     | 0-0           | 22 mar.       |
| 9 nov.      | 0-0         | Perugia-Juventus    | 1-2           | 22 mar.       |
| 9 nov.      | 0-0         | Roma-Catanzaro      | 1-1           | 22 mar.       |
| 9 nov.      | 1-1         | Torino-Como         | 2-0           | 22 mar.       |

| andata (8ª) | andata (8ª) | 8ª giornata       | ritorno (23ª) | ritorno (23ª) |
|             |             |                   |               |               |
| 23 nov.     | 4-2         | Avellino-Ascoli   | 1-1           | 29 mar.       |
| 23 nov.     | 1-1         | Bologna-Napoli    | 1-2           | 29 mar.       |
| 23 nov.     | 1-1         | Brescia-Torino    | 1-1           | 29 mar.       |
| 23 nov.     | 1-0         | Cagliari-Roma     | 0-1           | 29 mar.       |
| 23 nov.     | 2-1         | Como-Fiorentina   | 1-1           | 29 mar.       |
| 23 nov.     | 2-1         | Juventus-Inter    | 0-1           | 29 mar.       |
| 23 nov.     | 1-0         | Pistoiese-Perugia | 0-3           | 29 mar.       |
| 23 nov.     | 2-1         | Udinese-Catanzaro | 1-2           | 29 mar.       |

| andata (9ª) | andata (9ª) | 9ª giornata        | ritorno (24ª) | ritorno (24ª) |
|             |             |                    |               |               |
| 30 nov.     | 2-1         | Ascoli-Como        | 0-0           | 5 apr.        |
| 30 nov.     | 0-0         | Catanzaro-Juventus | 0-3           | 5 apr.        |
| 30 nov.     | 1-0         | Inter-Bologna      | 1-2           | 5 apr.        |
| 30 nov.     | 1-1         | Napoli-Brescia     | 2-1           | 5 apr.        |
| 30 nov.     | 1-1         | Perugia-Cagliari   | 1-2           | 5 apr.        |
| 30 nov.     | 2-1         | Pistoiese-Avellino | 0-3           | 5 apr.        |
| 30 nov.     | 3-1         | Roma-Udinese       | 2-0           | 5 apr.        |
| 30 nov.     | 1-1         | Torino-Fiorentina  | 0-2           | 5 apr.        |

| andata (10ª) | andata (10ª) | 10ª giornata       | ritorno (25ª) | ritorno (25ª) |
|              |              |                    |               |               |
| 14 dic.      | 0-0          | Brescia-Inter      | 0-0           | 12 apr.       |
| 14 dic.      | 0-0          | Cagliari-Bologna   | 1-2           | 12 apr.       |
| 14 dic.      | 2-0          | Catanzaro-Ascoli   | 2-1           | 12 apr.       |
| 14 dic.      | 1-0          | Como-Perugia       | 0-0           | 12 apr.       |
| 14 dic.      | 1-1          | Fiorentina-Roma    | 1-1           | 12 apr.       |
| 14 dic.      | 4-1          | Juventus-Pistoiese | 3-1           | 12 apr.       |
| 14 dic.      | 1-3          | Napoli-Torino      | 1-0           | 12 apr.       |
| 14 dic.      | 5-4          | Udinese-Avellino   | 0-0           | 12 apr.       |

| andata (9ª) | andata (9ª) | 9ª giornata        | ritorno (24ª) | ritorno (24ª) |
|             |             |                    |               |               |
| 30 nov.     | 2-1         | Ascoli-Como        | 0-0           | 5 apr.        |
| 30 nov.     | 0-0         | Catanzaro-Juventus | 0-3           | 5 apr.        |
| 30 nov.     | 1-0         | Inter-Bologna      | 1-2           | 5 apr.        |
| 30 nov.     | 1-1         | Napoli-Brescia     | 2-1           | 5 apr.        |
| 30 nov.     | 1-1         | Perugia-Cagliari   | 1-2           | 5 apr.        |
| 30 nov.     | 2-1         | Pistoiese-Avellino | 0-3           | 5 apr.        |
| 30 nov.     | 3-1         | Roma-Udinese       | 2-0           | 5 apr.        |
| 30 nov.     | 1-1         | Torino-Fiorentina  | 0-2           | 5 apr.        |

| andata (10ª) | andata (10ª) | 10ª giornata       | ritorno (25ª) | ritorno (25ª) |
|              |              |                    |               |               |
| 14 dic.      | 0-0          | Brescia-Inter      | 0-0           | 12 apr.       |
| 14 dic.      | 0-0          | Cagliari-Bologna   | 1-2           | 12 apr.       |
| 14 dic.      | 2-0          | Catanzaro-Ascoli   | 2-1           | 12 apr.       |
| 14 dic.      | 1-0          | Como-Perugia       | 0-0           | 12 apr.       |
| 14 dic.      | 1-1          | Fiorentina-Roma    | 1-1           | 12 apr.       |
| 14 dic.      | 4-1          | Juventus-Pistoiese | 3-1           | 12 apr.       |
| 14 dic.      | 1-3          | Napoli-Torino      | 1-0           | 12 apr.       |
| 14 dic.      | 5-4          | Udinese-Avellino   | 0-0           | 12 apr.       |

| andata (11ª) | andata (11ª) | 11ª giornata       | ritorno (26ª) | ritorno (26ª) |
|              |              |                    |               |               |
| 21 dic.      | 1-0          | Avellino-Catanzaro | 1-1           | 26 apr.       |
| 21 dic.      | 2-1          | Bologna-Fiorentina | 1-2           | 26 apr.       |
| 21 dic.      | 1-2          | Cagliari-Brescia   | 0-1           | 26 apr.       |
| 21 dic.      | 1-1          | Inter-Torino       | 1-0           | 26 apr.       |
| 21 dic.      | 4-0          | Juventus-Udinese   | 2-0           | 26 apr.       |
| 21 dic.      | 0-0          | Perugia-Napoli     | 1-0           | 26 apr.       |
| 21 dic.      | 2-0          | Pistoiese-Como     | 0-1           | 26 apr.       |
| 21 dic.      | 4-1          | Roma-Ascoli        | 0-0           | 26 apr.       |

| andata (12ª) | andata (12ª) | 12ª giornata        | ritorno (27ª) | ritorno (27ª) |
|              |              |                     |               |               |
| 28 dic.      | 0-1          | Ascoli-Inter        | 2-1           | 3 mag.        |
| 28 dic.      | 1-1          | Avellino-Juventus   | 0-1           | 3 mag.        |
| 28 dic.      | 1-3          | Catanzaro-Pistoiese | 1-0           | 3 mag.        |
| 28 dic.      | 3-1          | Como-Cagliari       | 1-1           | 3 mag.        |
| 28 dic.      | 0-1          | Fiorentina-Napoli   | 1-1           | 3 mag.        |
| 28 dic.      | 1-1          | Perugia-Roma        | 0-5           | 3 mag.        |
| 28 dic.      | 1-2          | Torino-Bologna      | 0-1           | 3 mag.        |
| 28 dic.      | 0-0          | Udinese-Brescia     | 1-1           | 3 mag.        |

| andata (11ª) | andata (11ª) | 11ª giornata       | ritorno (26ª) | ritorno (26ª) |
|              |              |                    |               |               |
| 21 dic.      | 1-0          | Avellino-Catanzaro | 1-1           | 26 apr.       |
| 21 dic.      | 2-1          | Bologna-Fiorentina | 1-2           | 26 apr.       |
| 21 dic.      | 1-2          | Cagliari-Brescia   | 0-1           | 26 apr.       |
| 21 dic.      | 1-1          | Inter-Torino       | 1-0           | 26 apr.       |
| 21 dic.      | 4-0          | Juventus-Udinese   | 2-0           | 26 apr.       |
| 21 dic.      | 0-0          | Perugia-Napoli     | 1-0           | 26 apr.       |
| 21 dic.      | 2-0          | Pistoiese-Como     | 0-1           | 26 apr.       |
| 21 dic.      | 4-1          | Roma-Ascoli        | 0-0           | 26 apr.       |

| andata (12ª) | andata (12ª) | 12ª giornata        | ritorno (27ª) | ritorno (27ª) |
|              |              |                     |               |               |
| 28 dic.      | 0-1          | Ascoli-Inter        | 2-1           | 3 mag.        |
| 28 dic.      | 1-1          | Avellino-Juventus   | 0-1           | 3 mag.        |
| 28 dic.      | 1-3          | Catanzaro-Pistoiese | 1-0           | 3 mag.        |
| 28 dic.      | 3-1          | Como-Cagliari       | 1-1           | 3 mag.        |
| 28 dic.      | 0-1          | Fiorentina-Napoli   | 1-1           | 3 mag.        |
| 28 dic.      | 1-1          | Perugia-Roma        | 0-5           | 3 mag.        |
| 28 dic.      | 1-2          | Torino-Bologna      | 0-1           | 3 mag.        |
| 28 dic.      | 0-0          | Udinese-Brescia     | 1-1           | 3 mag.        |

| andata (13ª) | andata (13ª) | 13ª giornata         | ritorno (28ª) | ritorno (28ª) |
|              |              |                      |               |               |
| 18 gen.      | 0-0          | Bologna-Catanzaro    | 2-2           | 10 mag.       |
| 18 gen.      | 1-1          | Brescia-Perugia      | 0-0           | 10 mag.       |
| 18 gen.      | 1-1          | Cagliari-Udinese     | 2-2           | 10 mag.       |
| 18 gen.      | 1-2          | Fiorentina-Pistoiese | 1-0           | 10 mag.       |
| 18 gen.      | 0-0          | Inter-Avellino       | 3-1           | 10 mag.       |
| 18 gen.      | 2-0          | Napoli-Como          | 1-0           | 10 mag.       |
| 18 gen.      | 0-0          | Roma-Juventus        | 0-0           | 10 mag.       |
| 18 gen.      | 3-0          | Torino-Ascoli        | 0-0           | 10 mag.       |

| andata (14ª) | andata (14ª) | 14ª giornata       | ritorno (29ª) | ritorno (29ª) |
|              |              |                    |               |               |
| 25 gen.      | 1-0          | Ascoli-Fiorentina  | 1-2           | 17 mag.       |
| 25 gen.      | 2-0          | Avellino-Bologna   | 0-0           | 17 mag.       |
| 25 gen.      | 0-0          | Catanzaro-Cagliari | 1-2           | 17 mag.       |
| 25 gen.      | 2-2          | Como-Brescia       | 0-1           | 17 mag.       |
| 25 gen.      | 1-1          | Juventus-Napoli    | 1-0           | 17 mag.       |
| 25 gen.      | 0-2          | Perugia-Inter      | 1-3           | 17 mag.       |
| 25 gen.      | 0-4          | Pistoiese-Roma     | 0-1           | 17 mag.       |
| 25 gen.      | 0-0          | Udinese-Torino     | 0-0           | 17 mag.       |

| andata (13ª) | andata (13ª) | 13ª giornata         | ritorno (28ª) | ritorno (28ª) |
|              |              |                      |               |               |
| 18 gen.      | 0-0          | Bologna-Catanzaro    | 2-2           | 10 mag.       |
| 18 gen.      | 1-1          | Brescia-Perugia      | 0-0           | 10 mag.       |
| 18 gen.      | 1-1          | Cagliari-Udinese     | 2-2           | 10 mag.       |
| 18 gen.      | 1-2          | Fiorentina-Pistoiese | 1-0           | 10 mag.       |
| 18 gen.      | 0-0          | Inter-Avellino       | 3-1           | 10 mag.       |
| 18 gen.      | 2-0          | Napoli-Como          | 1-0           | 10 mag.       |
| 18 gen.      | 0-0          | Roma-Juventus        | 0-0           | 10 mag.       |
| 18 gen.      | 3-0          | Torino-Ascoli        | 0-0           | 10 mag.       |

| andata (14ª) | andata (14ª) | 14ª giornata       | ritorno (29ª) | ritorno (29ª) |
|              |              |                    |               |               |
| 25 gen.      | 1-0          | Ascoli-Fiorentina  | 1-2           | 17 mag.       |
| 25 gen.      | 2-0          | Avellino-Bologna   | 0-0           | 17 mag.       |
| 25 gen.      | 0-0          | Catanzaro-Cagliari | 1-2           | 17 mag.       |
| 25 gen.      | 2-2          | Como-Brescia       | 0-1           | 17 mag.       |
| 25 gen.      | 1-1          | Juventus-Napoli    | 1-0           | 17 mag.       |
| 25 gen.      | 0-2          | Perugia-Inter      | 1-3           | 17 mag.       |
| 25 gen.      | 0-4          | Pistoiese-Roma     | 0-1           | 17 mag.       |
| 25 gen.      | 0-0          | Udinese-Torino     | 0-0           | 17 mag.       |

| \| andata (15ª) \| andata (15ª) \| 15ª giornata \| ritorno (30ª) \| ritorno (30ª) \| \| \| \| \| \| \| \| 1º feb. \| 1-1 \| Bologna-Como \| 1-2 \| 24 mag. \| \| 1º feb. \| 0-1 \| Brescia-Ascoli \| 0-0 \| 24 mag. \| \| 1º feb. \| 2-0 \| Cagliari-Pistoiese[N 6] \| 3-1 \| 24 mag. \| \| 1º feb. \| 0-1 \| Fiorentina-Juventus \| 0-1 \| 24 mag. \| \| 1º feb. \| 2-2 \| Inter-Catanzaro \| 0-0 \| 24 mag. \| \| 1º feb. \| 1-0 \| Napoli-Udinese \| 1-2 \| 24 mag. \| \| 1º feb. \| 1-1 \| Roma-Avellino \| 1-1 \| 24 mag. \| \| 1º feb. \| 2-0 \| Torino-Perugia \| 0-1 \| 24 mag. \| |              |                     |               |               |
| andata (15ª) | andata (15ª) | 15ª giornata        | ritorno (30ª) | ritorno (30ª) |
| |              |                     |               |               |
| 1º feb. | 1-1          | Bologna-Como        | 1-2           | 24 mag.       |
| 1º feb. | 0-1          | Brescia-Ascoli      | 0-0           | 24 mag.       |
| 1º feb. | 2-0          | Cagliari-Pistoiese  | 3-1           | 24 mag.       |
| 1º feb. | 0-1          | Fiorentina-Juventus | 0-1           | 24 mag.       |
| 1º feb. | 2-2          | Inter-Catanzaro     | 0-0           | 24 mag.       |
| 1º feb. | 1-0          | Napoli-Udinese      | 1-2           | 24 mag.       |
| 1º feb. | 1-1          | Roma-Avellino       | 1-1           | 24 mag.       |
| 1º feb. | 2-0          | Torino-Perugia      | 0-1           | 24 mag.       |

| andata (15ª) | andata (15ª) | 15ª giornata        | ritorno (30ª) | ritorno (30ª) |
|              |              |                     |               |               |
| 1º feb.      | 1-1          | Bologna-Como        | 1-2           | 24 mag.       |
| 1º feb.      | 0-1          | Brescia-Ascoli      | 0-0           | 24 mag.       |
| 1º feb.      | 2-0          | Cagliari-Pistoiese  | 3-1           | 24 mag.       |
| 1º feb.      | 0-1          | Fiorentina-Juventus | 0-1           | 24 mag.       |
| 1º feb.      | 2-2          | Inter-Catanzaro     | 0-0           | 24 mag.       |
| 1º feb.      | 1-0          | Napoli-Udinese      | 1-2           | 24 mag.       |
| 1º feb.      | 1-1          | Roma-Avellino       | 1-1           | 24 mag.       |
| 1º feb.      | 2-0          | Torino-Perugia      | 0-1           | 24 mag.       |

## Note

L'azione del gol annullato al difensore romanista Maurizio Turone nella sfida-scudetto di Torino del 10 maggio 1981.

## Statistiche

### Squadre

#### Capoliste solitarie
|    | —— | —— | ——  | —— | ——   | ——   | ——   | ——   | ——   | ——   | ——   | ——   | ——   | ——   | ——  | ——  | ——  | ——  | ——  | ——  | ——  | ——   | ——   | ——  | ——       | ——       | ——       | ——       | ——       | —— |  |
|    |    |    | Rom |    | Roma | Roma | Roma | Roma | Roma | Roma | Roma | Roma | Roma | Roma |     | Rom |     | Rom |     |     | Juv | Roma | Roma |     | Juventus | Juventus | Juventus | Juventus | Juventus |    |  |
|    |    |    |     |    |      |      |      |      |      |      |      |      |      |      |     |     |     |     |     |     |     |      |      |     |          |          |          |          |          |    |  |
|    |    |    |     |    |      |      |      |      |      |      |      |      |      |      |     |     |     |     |     |     |     |      |      |     |          |          |          |          |          |    |  |
| 1ª | 2ª | 3ª | 4ª  | 5ª | 6ª   | 7ª   | 8ª   | 9ª   | 10ª  | 11ª  | 12ª  | 13ª  | 14ª  | 15ª  | 16ª | 17ª | 18ª | 19ª | 20ª | 21ª | 22ª | 23ª  | 24ª  | 25ª | 26ª      | 27ª      | 28ª      | 29ª      | 30ª      |    |  |

### Individuali

#### Classifica marcatori
| Gol | Rigori |  | Giocatore            | Squadra    |
| --- | ------ |  | -------------------- | ---------- |
| 18  | 7      |  | Roberto Pruzzo       | Roma       |
| 13  | 4      |  | Massimo Palanca      | Catanzaro  |
| 12  | 4      |  | Alessandro Altobelli | Inter      |
| 11  |        |  | Francesco Graziani   | Torino     |
| 11  |        |  | Claudio Pellegrini   | Napoli     |
| 9   | 6      |  | Giancarlo Antognoni  | Fiorentina |
| 9   |        |  | Vito Chimenti        | Pistoiese  |
| 9   |        |  | Paolo Pulici         | Torino     |
| 8   | 2      |  | Liam Brady           | Juventus   |
| 8   | 4      |  | Franco Selvaggi      | Cagliari   |
| 8   | 3      |  | Nicola Zanone        | Udinese    |
| 7   | 2      |  | Evaristo Beccalossi  | Inter      |
| 7   | 2      |  | Antonio Cabrini      | Juventus   |
| 7   | 1      |  | Giuliano Fiorini     | Bologna    |
| 7   |        |  | Marco Tardelli       | Juventus   |